# Liste der Biografien/Molk
Liste der Biografien |
Portal Biografien |
Personensuche
# |
A |
B |
C |
D |
E |
F |
G |
H |
I |
J |
K |
L |
M |
N |
O |
P |
Q |
R |
S |
T |
U |
V |
W |
X |
Y |
Z |
?
 
Ma |
Mb |
Mc |
Md |
Me |
Mf |
Mg |
Mh |
Mi |
Mj |
Mk |
Ml |
Mm |
Mn |
Mo |
Mp |
Mq |
Mr |
Ms |
Mt |
Mu |
Mv |
Mw |
Mx |
My |
Mz
 
Moa |
Mob |
Moc |
Mod |
Moe |
Mof |
Mog |
Moh |
Moi |
Moj |
Mok |
Mol |
Mom |
Mon |
Moo |
Mop |
Moq |
Mor |
Mos |
Mot |
Mou |
Mov |
Mow |
Mox |
Moy |
Moz
 
Mola |
Molb |
Molc |
Mold |
Mole |
Molf |
Molg |
Molh |
Moli |
Molj |
Molk |
Moll |
Molm |
Moln |
Molo |
Mols |
Molt |
Molu |
Molv |
Molw |
Moly |
Molz
Die Liste der Biografien führt alle Personen auf, die in der deutschsprachigen Wikipedia einen Artikel haben. Dieses ist eine Teilliste mit 16 Einträgen von Personen, deren Namen mit den Buchstaben „Molk“ beginnt.

## Molk
- Mölk, Joseph Adam von (1718–1794), österreichischer Fresken- und Tafelmaler
- Molk, Jules (1857–1914), französischer Mathematiker
- Mölk, Ulrich (1937–2019), deutscher Romanist, Literaturwissenschaftler und Mediävist

### Molka
- Molka, Ursula (* 1964), deutsche Verwaltungsjuristin, Direktorin beim Landtag Rheinland-Pfalz
- Molkara, Maryam Khatoon (1950–2012), iranische Trans-Aktivistin

### Molke
- Molkenboer, Theo (1871–1920), niederländischer Porträtmaler, Lithograf und Radierer
- Molkenbuhr, Brutus (1881–1959), Soldatenrat, Persönlichkeit der Novemberrevolution
- Molkenbuhr, Hermann (1851–1927), deutscher Politiker (SPD), MdR
- Molkenbuhr, Marcellinus (1741–1825), Priester im Franziskanerorden, Theologe und Buchautor
- Molkenbur, Josef (* 1956), deutscher Jurist und politischer Beamter (CDU)
- Molkenthin, Anke (* 1962), deutsche Ruderin
- Molkentin, Katrin (* 1978), deutsche Politikerin (SPD)
- Molkentin, Udo (* 1936), deutscher Schauspieler
- Molkentin, Wolfhard (* 1941), deutscher Politiker (CDU)

### Molko
- Molko, Brian (* 1972), britischer MusikerBrian Molko (* 1972)

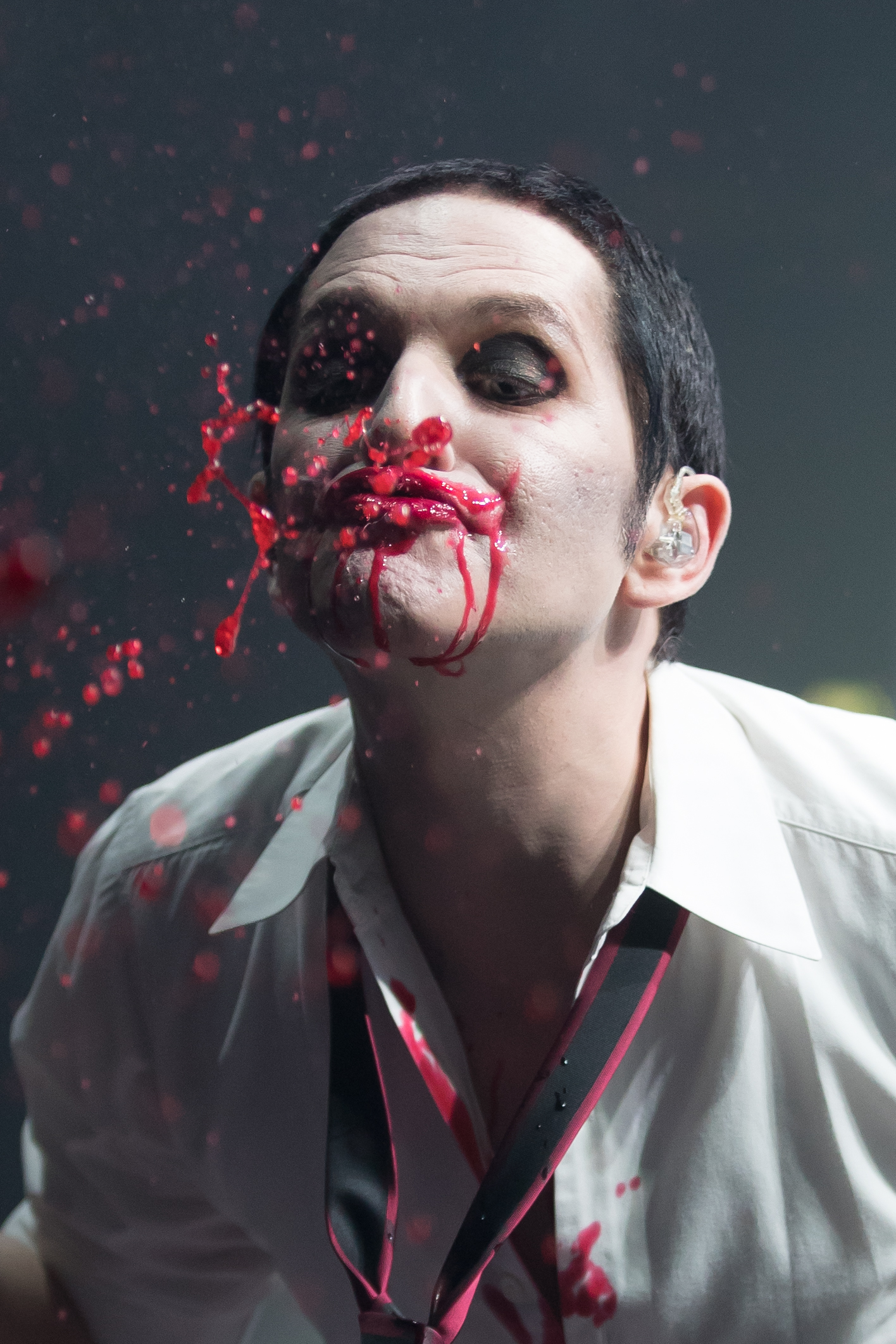
Brian Molko (* 1972)

- Molkova, Alina (* 1997), estnische Handballspielerin